# Рангоут
Ранго́ут (ронго́ут, от нидерл. rondhout — «круглое дерево») — общее название устройств для постановки парусов (их подъёма, растягивания, удержания в штатном рабочем положении), выполнения грузовых работ, подъёма сигналов. Ранее на судах парусного флота рангоут изготавливали из дерева (в связи с чем и называли «рангоутным деревом»), впоследствии все главные части рангоута (мачты, бушприт, реи) стали изготавливать из стали или других материалов нерастительного происхождения (например, композитных материалов).
К рангоуту относят:

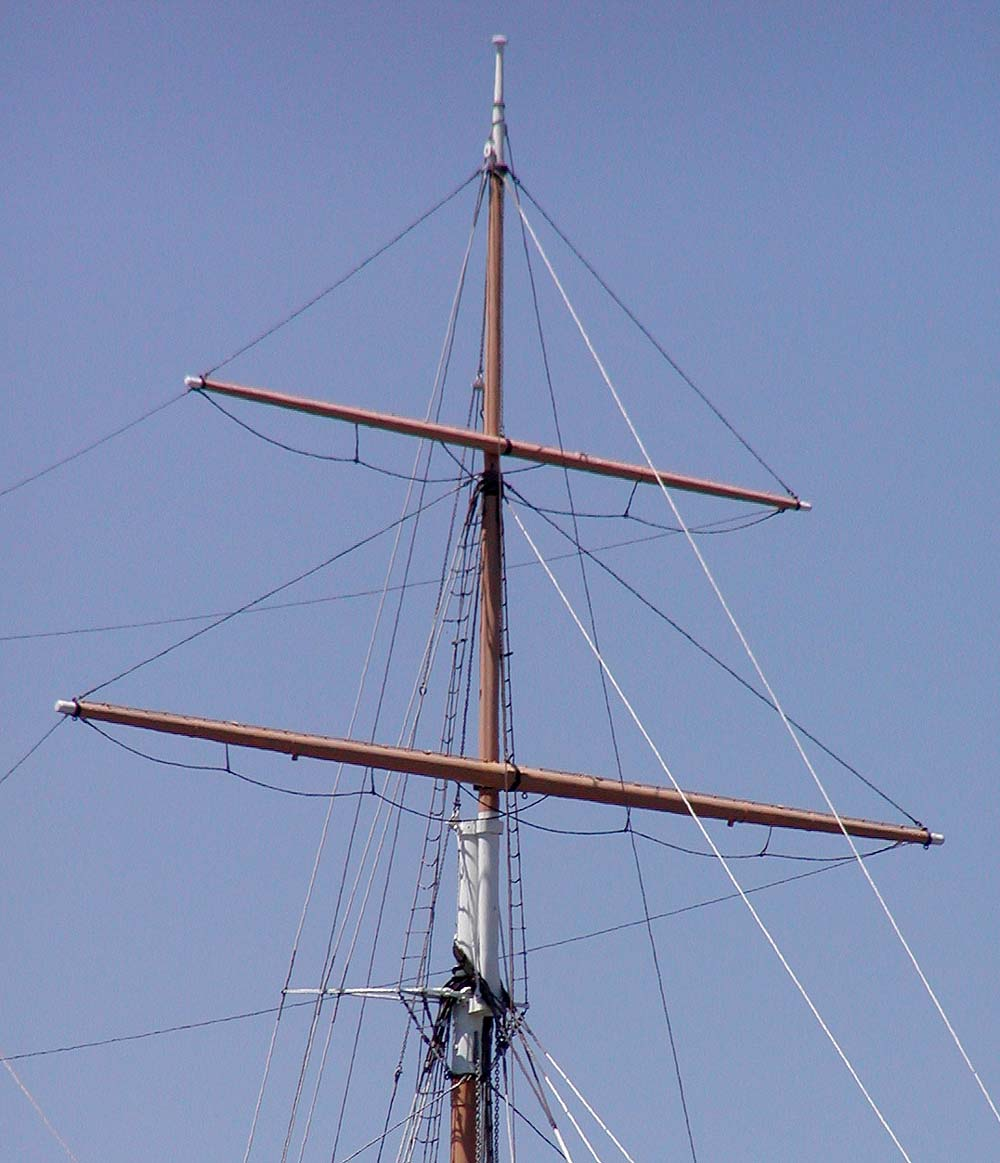

- Мачты — вертикально стоящие рангоутные деревья, являющиеся основой для крепления реев и такелажа
- Стеньги — вертикально стоящие рангоутные деревья, являющиеся продолжением мачт
- В местах соединения мачты и стеньги устанавливались марсы и салинги
- Реи — горизонтальные рангоутные деревья, служащие для несения прямых парусов, которые крепятся к реям своей верхней кромкой (шкаториной)
- Рю (латинские реи) — служат для несения латинского паруса
- Гафели — наклонные рангоутные деревья, поднимаемые по мачте и упирающиеся в неё пяткой, обладающие при этом возможностью свободно перемещаться от траверза одного борта до траверза противоположного. Гафели служат для растягивания по ним верхних шкаторин косых четырёхугольных парусов (триселей), а также крепления шкотовых углов дополнительных косых парусов топселей, поднимаемых над триселями. На малых судах и шлюпках с косыми парусами гафели служат для крепления фока и грота. На гафели также поднимают сигналы и иногда флаг
- Гики — рангоутные деревья, служащие для растягивания нижней шкаторины косых парусов, могут быть глухо закреплены (или быть подвижными)
- Бушприт — наклонная мачта, устанавливаемая на носу судна, служит для подъёма и крепления кливеров, а также разноса стоячего такелажа, продолжением бушприта может быть утлегарь и бом-утлегарь

Пример рангоута трёхмачтового парусного корабля:
- Бегин-рей

Бизань — в данном случае приставка, обозначающая части рангоута на бизань-мачте.
- Бизань-гафель
- Бизань-гик
- Бизань-мачта

Бом — приставка к названиям частей рангоута, такелажа и парусов, находящихся на бом-брам-стеньге.
- Бом-утлегарь
- Бушприт

Грот (грота) — в данном случае приставка, обозначающая части рангоута на грот-мачте.
Брам — приставка к названиям частей рангоута, такелажа и парусов, указывающая на их принадлежность к брам-стеньге.
- Грот-бом-брам-рей
- Грот-бом-брам-стеньга
- Грот-брам-рей
- Грот-брам-стеньга
- Грот-гафель

Марса — приставка, обозначающая принадлежность к марселю или марса-рею.
- Грот-марса-рей
- Грот-мачта
- Грота-рей
- Грот-стеньга
- Грот-трюм-рей
- Грот-трюм-стеньга

Крюйс — первая составная часть слов, обычно обозначающая название рангоута, парусов и такелажа, относящихся к бизань-мачте.
- Крюйс-бом-брам-рей
- Крюйс-бом-брам-стеньга
- Крюйс-брам-рей
- Крюйс-брам-стеньга
- Крюйс-марса-рей
- Крюйс-стеньга
- Крюйс-трюм-стеньга
- Крюйс-трюм-рей
- Мартин-гик
- Площадка салингов
- Утлегарь
- Флагшток
- Фок-мачта

Фок (фока) — приставка ко всем названиям снастей, парусов и рангоута, крепящихся ниже марса на фок-мачте.
- Фока-рей.

Фор — приставка к названиям реев, парусов и такелажа, находящихся выше марса фок-мачты.
- Фор-бом-брам-рей
- Фор-брам-рей
- Фор-бом-брам-стеньга
- Фор-брам-стеньга
- Фор-гафель
- Фор-марса-рей
- Фор-стеньга
- Фор-трюм-рей
- Фор-трюм-стеньга